# Гибридный машинный перевод
Гибридный машинный перевод (Hybrid machine translation — HMT) — интеграция разных подходов машинного перевода из возможных вариантов МП:
- Rule-based machine translation (RBMT) — Машинный перевод на основе правил.
- Corpus-based machine translation (CBMT) — Машинный перевод на корпусах текстов.
  - Example-based machine translation (EBMT) Машинный перевод на примерах.
  - Statistical machine translation (SMT) — Статистический машинный перевод.

Ожидается, что с помощью гибридной архитектуры удастся объединить преимущества этих подходов. Машинный перевод на сегодняшний день представлен двумя основными технологиями: Статистический машинный перевод (Statistical machine translation — SMT) и Машинный перевод на основе правил (Rule-Based Machine Translation — RBMT).

## Разработчики software Hybrid MT
- AppTek HMT[3] «TranSphere®» — полная интеграция SMT и RBMT методологий.
- Asia Online[4] «SAIC’s OmnifluentTM Human Language Technology».
- LinguaSys[5] «Carabao Machine Translation engine».
- Systran[6][7] «SYSTRAN’s hybrid engine»
- Polytechnic University of Valencia[8]
- PROMT[2] «PROMT DeepHybrid»[9]

## Подходы

#### Многоуровненвый
Этот подход к гибридному машинному переводу предполагает параллельное выполнение нескольких систем машинного перевода. Окончательный результат получается путем объединения результатов всех подсистем. Чаще всего в этих системах используются подсистемы статистического и основанного на правилах перевода, но были изучены и другие комбинации. Например, исследователи из Университета Карнеги-Меллона добились определенного успеха, объединив подсистемы перевода на основе примеров , передачи , знаний и статистического перевода в одну систему машинного перевода.

#### Статистическая генерация правил
Этот подход включает использование статистических данных для создания лексических и синтаксических правил. Затем ввод обрабатывается с использованием этих правил, как если бы это был переводчик на основе правил . Этот подход пытается избежать сложной и отнимающей много времени задачи создания набора всеобъемлющих, детализированных лингвистических правил путем извлечения этих правил из учебного корпуса. Этот подход по-прежнему страдает от многих проблем нормального статистического машинного перевода , а именно от того, что точность перевода будет сильно зависеть от сходства входного текста с текстом обучающего корпуса. В результате этот метод имел наибольший успех в приложениях, ориентированных на конкретную предметную область, и имеет те же трудности с адаптацией предметной области, что и многие системы статистического машинного перевода.

#### Многопроходный
Этот подход предполагает последовательную обработку ввода несколько раз. Наиболее распространенный метод, используемый в системах многопроходного машинного перевода, - это предварительная обработка ввода с помощью системы машинного перевода на основе правил . Выходные данные основанного на правилах препроцессора передаются в систему статистического машинного перевода , которая производит окончательный результат. Этот метод используется для ограничения объема информации, которую необходимо учитывать статистической системе, что значительно снижает требуемую вычислительную мощность. Это также устраняет необходимость в системе, основанной на правилах, быть полной системой перевода для языка, что значительно снижает количество человеческих усилий и труда, необходимых для создания системы.

#### На основе уверенности
Этот подход отличается от других гибридных подходов тем, что в большинстве случаев используется только одна технология перевода. Для каждого переведенного предложения создается показатель достоверности, на основе которого можно принять решение, попробовать ли вторичную технологию перевода или продолжить работу с исходным переводом. Omniscien Technologies - одна из компаний, использующих этот подход, при этом NMT является основной технологией, но возвращается к SMT, если показатель достоверности ниже порогового значения или длина предложения очень короткая (например, 1 или 2 слова). SMT также используется, когда общие шаблоны ошибок, такие как несколько повторяющихся слов, появляются последовательно, как это часто бывает с NMT, когда механизм внимания сбит с толку.

## Гибридная технология «SMT и RBMT»
Гибридная технология перевода предполагает использование статистических методов для построения словарных баз автоматическим путём на основе параллельных корпусов, формирования нескольких возможных переводов как на лексическом уровне, так и на уровне синтаксической структуры предложения выходного языка, применения постредактирования в автоматическом режиме и выбор лучшего (наиболее вероятного) перевода из возможных на основе языковой модели, построенной по определенному корпусу выходного языка.
Hybrid (SMT + RBMT) System различаются: (п.2.4.3)
- Rule-based MT с пост-обработкой статистического подхода.
- Statistical MT с предварительной обработкой по Rule-based подходу.
- Полная интеграция RBMT и SMT.[3]

Статистический МП стремится использовать лингвистические данные, а системы с «классическим» подходом, основанном на правилах, применяют статистические методы. Добавление некоторых "сквозных" правил, то есть создание гибридных систем, несколько[сколько?] улучшает качество переводов, особенно при недостаточном объеме входных данных, используемых при построении индексных файлов хранения лингвистической информации машинного переводчика, базирующегося на N-граммах.
Объединение RBMT и статистического машинного перевода:
- Лингвистический анализ входного предложения;
- Порождение вариантов перевода;
- Использование статистических технологий;
- Оценка и выбор лучшего варианта перевода с использованием Языковой модели.[11][12][13]

Этапы Гибридной технологии SMT и RBMT:
- Обучение RBMT на основе параллельного корпуса с использованием статистических технологий;
- Эксплуатация на основе натренированной системы.

### Архитектура Гибридной технологии «SMT и RBMT»
В гибридном машинном переводе RBMT-система дополнена двумя компонентами: модулем статистического постредактирования и модулем языковых моделей. Статистическое постредактирование позволяет сгладить RB-перевод, приближая его к естественному языку и при этом сохраняя четкую структуру синтезируемого текста. Языковые модели используются для оценки гладкости и грамматической правильности вариантов перевода, порождаемых гибридной системой.
Типичная архитектура HMT:
- Параллельный корпус;
- Обучение;
- Языковая модель;
- Данные для постредактирования;
- Правила синтеза;
- Словарь терминологии.
- Эксплуатация:
  -  — Гибридный перевод.

### Принцип работы HMT
Совмещение, казалось бы, несовместимых методов перевода, а именно классической технологии машинного перевода Машинный перевод на основе правил (Rule-Based MT) и Статистический машинный перевод (Statistical MT) можно реализовать в гибридной технологии перевода. Кардинальное отличие нового решения состоит в том, что вместо одного варианта перевода программа порождает множество переводов, число которых у одного предложения, в зависимости от многозначности слов, конструкций, и результатов статистической обработки, может доходить до нескольких сотен. Далее вероятностная модель языка позволяет выбрать самый вероятный из предложенных вариантов.
Алгоритм работы типичной HMT:
- Создание терминологического словаря из параллельных текстов для RBMT автоматическим путём.
- Порождение всех возможных вариантов перевода на основе:
  -  — лексических вариантов;
  -  — вариантов синтеза разных конструкций;
  -  — применения постредактирования.
- Выбор лучшего варианта, через реализованную Языковую модель.

### Преимущества и недостатки
Что даёт гибридная технология перевода?
- Быструю автоматическую настройку на основе Translation Memories заказчика;
- Терминологическую точность перевода, а также единство стиля;
- Получение дополнительных полезных данных — двуязычного терминологического словаря.

#### Преимущества и недостатки Машинного перевода на основе правил
Преимущества RBMT:
Сохраняются:
- — синтаксическая и морфологическая точность;
- — стабильность и предсказуемость результата;
- — возможность настройки на предметную область.

Недостатки RBMT:
- — трудоемкость и длительность разработки;
- — необходимость поддерживать и актуализировать лингвистические БД;
- — «машинный акцент» при переводе.

Недостатки нивелируются за счет использования параллельных корпусов и статистических методов.
- — автоматическая настройка лингвистических баз данных (быстрое и качественное извлечение терминологии),
- — исчезает «машинный» акцент при переводе (варианты синтеза и постредактирование).

#### Преимущества и недостатки Статистических систем перевода
Преимущества SMT:
- — быстрая настройка;
- — легко добавлять новые направления перевода;
- — гладкость перевода.

Недостатки SMT:
- — «Дефицит» параллельных корпусов;
- — многочисленные грамматические ошибки;
- — нестабильность перевода.